# Riviera di Ponente
Die Riviera di Ponente (im Ligurischen: Rivëa de Ponente; deutsch: Westliche Riviera) ist eine geographische Küstenregion innerhalb der italienischen Region Ligurien und ein Teilabschnitt der Italienischen Riviera. Sie erstreckt sich westlich der Regionalhauptstadt Genua bis zur französischen Grenze, bei Ventimiglia. Gelegentlich wird als östliche Grenze der nördlichste Punkt des Ligurischen Meers, in Nähe der Mündung des Flusses Leira angegeben.
Geographisches Gegenstück der Riviera di Ponente ist die Riviera di Levante.

## Name
Der Name Riviera leitet sich vom Lateinischen ripa (Ufer) ab, das sich im genuesischen Italienisch in riva verändert. Mit Riviera wurde die unter genuesischem Einfluss stehende Küstenregion bezeichnet, geteilt in einen Westteil (ponente, wo die Sonne „sich setzt“) und einen Ostteil (levante, wo die Sonne „sich erhebt“).

## Untergliederung
Der relativ lange Küstenabschnitt der Riviera di Ponente wird in mehrere kleine Abschnitte unterteilt. Die Hauptabschnitte sind die Palmenriviera (Riviera delle Palme), zwischen Varazze und Laigueglia, und die Blumenriviera (Riviera dei Fiori), zwischen Imperia und Ventimiglia.

## Charakteristika
Im Gegensatz zur Riviera di Levante zeichnet sich die Riviera di Ponente durch weite Sandstrände und ein weicheres Landschaftsbild aus, was der größeren Distanz des Apenningebirgszuges und der Ligurischen Alpen zur Küste gedankt ist. Die zahlreichen kleinen Gemeinden sind, neben den größeren Städten, wie zum Beispiel der wichtigen Hafenstadt Savona, seit geraumer Zeit wichtige Touristenziele in Italien.

## Gemeinden
Im Küstenverlauf von Ost nach West liegen folgende Gemeinden an der Riviera di Ponente:
| Metropolitanstadt/Provinz | Gemeinde |
| ------------------------- | --- |
| Metropolitanstadt Genua   | Arenzano, Cogoleto |
| Provinz Savona            | Varazze, Celle Ligure, Albisola Superiore, Albissola Marina, Savona, Vado Ligure, Bergeggi, Spotorno, Noli, Finale Ligure, Borgio Verezzi, Pietra Ligure, Loano, Borghetto Santo Spirito, Ceriale, Albenga, Alassio, Laigueglia, Andora |
| Provinz Imperia           | Cervo, San Bartolomeo al Mare, Diano Marina, Imperia, San Lorenzo al Mare, Santo Stefano al Mare, Riva Ligure, Taggia, Sanremo, Ospedaletti, Bordighera, Vallecrosia, Ventimiglia                                                       |